# Wladimir Klitschko
Wladimir Wladimirowitsch Klitschko (russisch Влади́мир Влади́мирович Кличко́, ukrainisch Володи́мир Володи́мирович Кличко́ ‚Wolodymyr Wolodymyrowytsch Klytschko‘; * 25. März 1976 in Semipalatinsk, Kasachische SSR, Sowjetunion; heute Semei, Kasachstan) ist ein ehemaliger ukrainischer Boxer (1996–2017) und mehrfacher Weltmeister im Schwergewicht nach Version der IBF, WBO, WBA und IBO. Er galt über viele Jahre bei Fachzeitschriften und in den unabhängigen Ranglisten als Nummer 1 im Schwergewicht. Er ist der jüngere Bruder von Vitali Klitschko.

## Leben
Wladimir Klitschkos Großvater väterlicherseits, Rodion Klitschko (1910–?), war Mitarbeiter des Volkskommissariats für innere Angelegenheiten (NKWD). Die Großmutter väterlicherseits, Tamara Jefimowna, geborene Etkinson, war Dorfschullehrerin und Holocaustüberlebende. Ihre Eltern, ein Bruder und ihr ältester Sohn wurden ermordet. Sie selbst wurde von ihrem Ehemann bis zur Befreiung versteckt.
Wladimir Klitschko wurde als Sohn des Offiziers der sowjetischen und später der ukrainischen Luftstreitkräfte Wladimir Rodionowitsch Klitschko (* 24. April 1947 in Olchowaja, Ukrainische SSR; † 13. Juli 2011 in Kiew) und der ukrainischen Grundschullehrerin Nadeschda Uljanowna Klitschko in Semipalatinsk (Kasachische SSR) geboren. Seine Muttersprache ist Russisch. Seit Beginn der russischen Invasion der Ukraine im Februar 2022 spricht er zunehmend Ukrainisch und gibt auch öffentliche Interviews zunehmend in ukrainischer Sprache. Klitschko spricht fließend Deutsch und war häufig Interviewpartner deutschsprachiger Medien.
Der Vater stieg in den Ukrainischen Streitkräften bis zum Generalmajor auf und war zuletzt Militärattaché der ukrainischen Botschaft in Deutschland und bei der NATO. Von 1980 bis 1985 war Klitschkos Vater auf dem Truppenübungsplatz Ralsko in der Tschechoslowakei stationiert; die Familie lebte in Hradčany. Klitschko wurde in der Gagarin-Schule in Letná eingeschult, die auch sein Bruder Vitali besuchte.
Klitschko studierte Sportwissenschaft und Philosophie an der Pädagogischen Universität Hryhorij Skoworoda im ukrainischen Perejaslaw. 2001 erfolgte an der Nationalen Taras-Schewtschenko-Universität Kiew seine Promotion in Sportwissenschaft. Das Thema seiner Dissertation war Pädagogische Kontrolle im Sport.
Seit 1996 engagieren sich Wladimir Klitschko und sein Bruder Vitali neben dem Sport für diverse Wohltätigkeitsprojekte. Sie haben eine Stiftung für sozial benachteiligte Kinder gegründet und starteten in Marokko und Brasilien Hilfsprojekte. Sie unterstützen Schulungs- und Bildungsaktivitäten für Kinder in Afrika, Asien und Südamerika. Für ihren Einsatz wurden sie von der UNESCO als „Heroes for Kids“ ausgezeichnet, als Vorbilder für Fairness, sportlichen Erfolg und Bildung.
Von 1996 bis 1998 war Klitschko mit Alexandra Klitschko verheiratet. Von Januar 2010 bis Mai 2011 war er mit der Schauspielerin Hayden Panettiere liiert. 2013 erneuerten sie ihre Liaison. Im Oktober 2013 wurde die Verlobung der beiden bestätigt. Im Dezember 2014 wurden Klitschko und Panettiere Eltern einer Tochter. Im Jahr 2018 trennte sich das Paar.
Im Vorfeld des russischen Überfalls auf die Ukraine 2022 trat Klitschko in die Reservearmee der Ukrainischen Streitkräfte ein. Zusammen mit seinem älteren Bruder Vitali Klitschko, Bürgermeister von Kiew, kündigte er an, die Ukraine verteidigen zu wollen. Am ersten Tag des Krieges richtete er einen Appell zur Unterstützung der Ukraine an die deutsche Öffentlichkeit. Zusammen mit seinem Bruder forderte Klitschko Papst Franziskus, den Dalai Lama und weitere geistliche Oberhäupter im März 2022 auf, nach Kiew zu kommen und ihre Solidarität mit dem ukrainischen Volk zu zeigen. Ende März bis Anfang April 2022 vertrat Klitschko sein Land als Teil einer nach Deutschland gereisten ukrainischen Delegation und traf mehrere Personen aus dem Kabinett Scholz, unter anderem auch den Bundeskanzler selbst. Sein Unternehmen Klitschko Ventures, das eigenen Angaben zufolge nicht gewinnorientiert ist, verlagerte die Geschäftstätigkeit in der Folge vom Coaching hin zu Logistik von Hilfslieferungen. Im Mai 2022 widersprach er öffentlich den 28 deutschen Prominenten, die in einem offenen Brief behauptet hatten, es würde den Krieg verlängern, wenn westliche Staaten Waffen an die Ukraine liefern würden. Auch zwei Jahre nach Kriegsausbruch reiste Wladimir Klitschko nach Angaben seines Bruders viel umher, um für materielle Unterstützung der Ukraine zu werben.

## Amateurkarriere
Wladimir Klitschko begann seine Sportlerkarriere mit 14 Jahren. Als Amateur gewann er 112 Kämpfe bei nur 6 Niederlagen (laut Boxing Digest März 1999, sogar 134-6 mit 65 K.-o.-Siegen). 1993 wurde er in Thessaloniki Junioreneuropameister im Schwergewicht. Die Juniorenweltmeisterschaft 1994 in Istanbul beendete er mit dem zweiten Platz, er verlor dort gegen den Kubaner Michel López. Bei seiner Teilnahme an der Amateurweltmeisterschaft 1995 in Berlin scheiterte er aufgrund einer Punktniederlage im Viertelfinale an Luan Krasniqi, konnte ihn aber wenige Monate später im Finale der Militärweltmeisterschaft im italienischen Ariccia besiegen und sich dort die Goldmedaille sichern. In der Saison 1995/96 bestritt er, in Vertretung für seinen Bruder Vitali, dem in einer Dopingprobe die Einnahme des Steroids Nandrolon nachgewiesen worden war, in der Bundesliga für den BC Sparta Flensburg zehn Kämpfe, die er alle gewann.
Im Jahre 1996 wurde Wladimir Klitschko Zweiter bei den Europameisterschaften in Vejle; er unterlag im Finale dem Russen Alexei Lesin. Seinen größten Erfolg als Amateur errang er bei den Olympischen Spielen 1996 in Atlanta, als er als erster Weißer die Goldmedaille in der Gewichtsklasse über 91 kg (Superschwergewicht) gewann. Ursprünglich hatte man seinen Bruder Vitali in dieser Gewichtsklasse für die Olympischen Spiele nominiert, nachdem dieser aber positiv auf ein Steroid getestet und gesperrt worden war, rückte Wladimir nach. Auf dem Weg zum Olympiasieg schlug er den US-Amerikaner Lawrence Clay-Bey, Attila Levin aus Schweden, Alexei Lesin und im Finale Paea Wolfgramm aus Tonga.

## Profikarriere

### 1996–2000: Einstieg in den Profiboxsport
Wladimir und Vitali Klitschko wurden anschließend vom Hamburger Boxstall Universum Box-Promotion des Promoters Klaus-Peter Kohl unter Vertrag genommen. Seinen ersten Profikampf bestritt Wladimir am 16. November 1996. Er erreichte nicht ganz die Schlaghärte seines Bruders Vitali, galt dafür jedoch als der schnellere, variablere und technisch vielseitigere Boxer. Im September 1998 gewann er gegen den völlig unbekannten Steve Pannell durch K. o. in der zweiten Runde, ging im Verlauf dieses Kampfes jedoch erstmals in seiner Profikarriere zu Boden; diesbezüglich wurden erstmals seine Nehmerfähigkeiten diskutiert (siehe auch „Glaskinn“).
In den ersten zwei Jahren bestritt er 24 Profikämpfe. Seine erste, überraschende Niederlage erlitt er am 5. Dezember 1998 im Sportpalast Kiew beim einzigen Profikampf in seinem Heimatland gegen den US-Amerikaner Ross Puritty durch technischen K. o. in der elften Runde. Bis kurz vor Schluss dominierte er Puritty vollkommen, bekam gegen Ende des Kampfes allerdings starke Konditionsprobleme. So wurde er in der zehnten Runde zu Boden geschlagen und wurde dann von seinem Trainer Fritz Sdunek in der elften Runde völlig erschöpft aus dem Kampf genommen. Es war das erste Mal, dass er in einem Kampf mehr als acht Runden im Ring stand.
Im September 1999 gewann er mit einem souveränen TKO-Sieg in der achten Runde über Axel Schulz den Europameistertitel, den er nach nur einer Titelverteidigung wieder niederlegte. Ein aus späterer Sicht bedeutender Sieg seiner Aufbauphase ist der K.-o.-Sieg gegen Monte Barrett, der Anfang 2006 unter den Top 10 im Ring Magazine aufgeführt wurde.

### 2000–2003: Kämpfe um den WBO-Titel

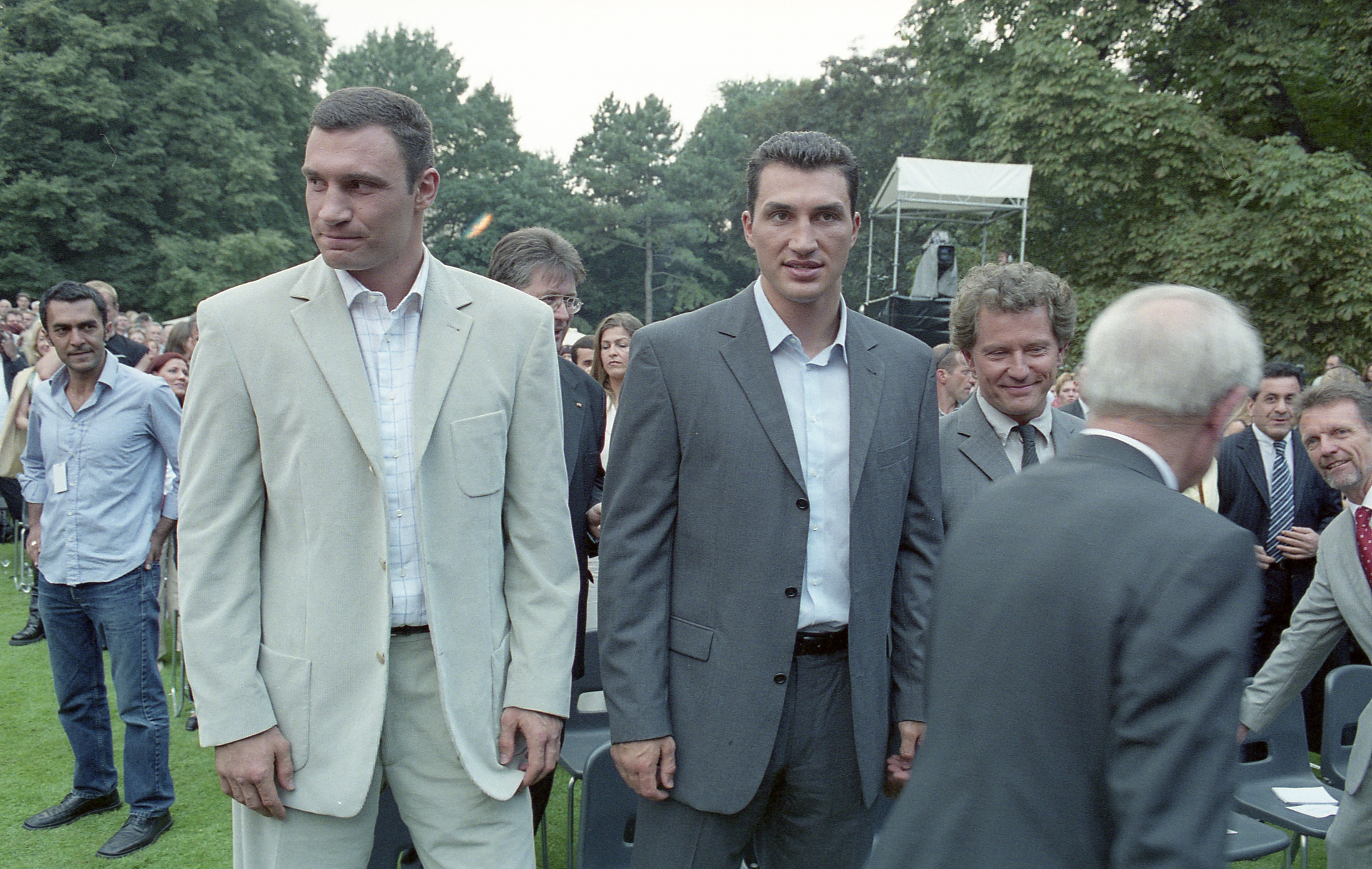
Die Klitschko-Brüder 2002

Klitschko wurde am 14. Oktober 2000 durch einen ungefährdeten Punktsieg über den Rechtsausleger Chris Byrd Weltmeister der WBO. Jedoch gehörte die WBO damals noch nicht zu den bedeutenden Verbänden. Byrd hatte den Titel wenige Monate zuvor durch die verletzungsbedingte Aufgabe des Titelverteidigers Vitali Klitschko gewonnen und war aufgrund dieses glücklichen Sieges ein Weltmeister mit wenig Ansehen.
In der Folgezeit stieg Wladimir Klitschkos Popularität insbesondere in Deutschland rapide an. Er verteidigte seinen Titel fünf Mal: durch K.-o.-Siege gegen Derrick Jefferson, Charles Shufford, den bekannt guten Nehmer und ehemaligen WBO-Weltmeister Ray Mercer (der allerdings schon 40 Jahre alt war), Jameel McCline und Francois Botha. Klitschko befand sich in der bis dahin besten Phase seiner Karriere und galt als ungekrönter Nachfolger der damaligen Nummer eins im Schwergewicht, Lennox Lewis. Während dieser Zeit etablierte sich auch der Kampfname Dr. Steelhammer.

### 2003–2004: Klitschko in der Krise
Klitschko trat am 8. März 2003 in der hannoverschen Preussag-Arena gegen den Südafrikaner Corrie Sanders an und verlor völlig überraschend durch technischen K. o. in der zweiten Runde. Sanders hatte aufgrund seines Alters von bereits 37 Jahren und einer K.-o.-Niederlage gegen Hasim Rahman im Jahre 2000 als zweitklassiger Gegner gegolten. Klitschko wurde in der ersten Runde von einem Konter des schlagstarken Rechtsauslegers am Kinn getroffen und ging anschließend vier Mal zu Boden, bevor der Ringrichter den Kampf zugunsten von Sanders abbrach.
Nach zwei erfolgreichen Aufbaukämpfen durfte Klitschko am 10. April 2004 im Las Vegas Mandalay Bay Resort and Casino gegen Lamon Brewster erneut um den mittlerweile vakanten WBO-Titel kämpfen, den Sanders inzwischen niedergelegt hatte, weil er die WBC-Krone gegen Vitali Klitschko erstreiten wollte. Auch den Kampf gegen Brewster verlor Wladimir Klitschko jedoch, wiederum überraschend, durch technischen K. o. in Runde fünf. Zu Beginn dominierte er den Kampf deutlich. In der vierten Runde gelang ihm zudem ein Niederschlag, der erste in Brewsters Profikarriere. Anschließend musste er jedoch seinem hohen Anfangstempo Tribut zollen. Begünstigt durch die abrupt einsetzenden Konditionsprobleme Klitschkos gelangen Brewster in der fünften Runde seinerseits mehrere schwere Wirkungstreffer, die zunächst zu einem Anzählen im Stehen und schließlich zum Kampfabbruch durch den Ringrichter Robert Byrd führten. Nach Angaben Klitschkos sollen körperliche Beschwerden, unter anderem ein erhöhter Blutzuckerwert, hervorgerufen durch die Manipulation seiner Getränke, für den K. o. verantwortlich gewesen sein. Erhärten ließen sich diese Behauptungen trotz Ermittlungen des FBIs jedoch nicht.
Im Frühjahr 2004 wechselte Wladimir Klitschko den Trainer, sein neuer Cheftrainer wurde Emanuel Steward. Nach Auslaufen des Vertrages mit Universum Box-Promotion trennten er und Vitali sich zudem von Universum und gründeten ihre eigene Promotionfirma K2 Promotions. Dies führte zu einem fünfjährigen Rechtsstreit mit dem Hamburger Boxstall, der die Auffassung vertrat, dass sich die Vertragsdauer um verletzungsbedingte Ausfallzeiten verlängern würde. Erst 2009 wurde durch den Bundesgerichtshof in diesem Verfahren in letzter Instanz zugunsten der Klitschkos entschieden.

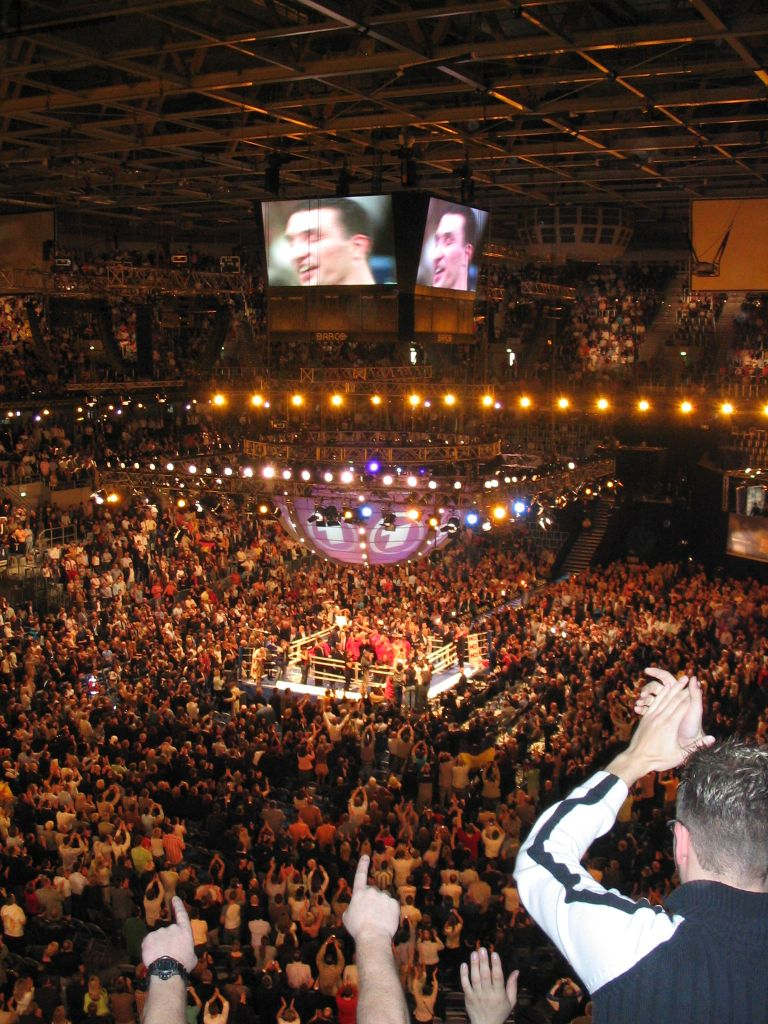
Kampf gegen Chris Byrd in der Mannheimer SAP Arena am 22. April 2006

### 2004–2007: Neuanfang und IBF-Titel
Den folgenden Kampf gegen DaVarryl Williamson gewann Wladimir Klitschko aufgrund einer sogenannten „technischen Entscheidung“. Nach einem unbeabsichtigten Kopfstoß wurde der Kampf wegen Klitschkos stark blutender Platzwunde abgebrochen und nach Punkten zu seinen Gunsten entschieden. Auch diesmal ging er zu Boden.
Den ungeschlagenen Kubaner Eliseo Castillo, Bezwinger des Ex-Weltmeisters Michael Moorer, konnte er durch technischen K. o. in der vierten Runde besiegen.
Am 24. September 2005 fand Klitschkos Kampf mit dem bis dahin ungeschlagenen und stark eingeschätzten Samuel Peter als Endausscheidung um einen IBF- oder WBO-Titelkampf in der Boardwalk Hall in Atlantic City (New Jersey) statt. Zusätzlich boxten die beiden um den Nordamerikanischen Meistertitel der NABF. Wladimir Klitschko ging in der fünften Runde zweimal zu Boden, hervorgerufen durch regelwidrige Nackenschläge des Nigerianers, die vom Ringrichter jedoch nicht geahndet wurden. Auch in der zehnten Runde musste Klitschko zu Boden. Anders als in kritischen Situationen in der Vergangenheit fing er sich gegen Peter aber jedes Mal wieder und wurde, wenngleich unter einem gellenden Pfeifkonzert des Publikums, zum einstimmigen Punktsieger erklärt. Danach war er berechtigt, erneut um einen Weltmeistertitel im Schwergewicht der Verbände IBF oder WBO zu kämpfen.
Sein WM-Kampf gegen Chris Byrd (beim Ring Magazine seinerzeit als längster amtierender Titelträger auf Rang eins geführt) fand am 22. April 2006 in der Mannheimer SAP Arena statt. Nach einem verhaltenen Beginn in der ersten Runde bestimmte Klitschko zunehmend den Kampf und konnte in der ersten Minute der fünften Runde einen Niederschlag erzielen, der angeschlagene Byrd schaffte es aber noch in die Ringpause. Nach einer wieder etwas „ruhigeren“ sechsten Runde schlug Klitschko Byrd Anfang der siebten Runde erneut nieder. Dieser war zwar relativ schnell wieder auf den Beinen, als Ringrichter Wayne Kelly jedoch die stark blutende Platzwunde an Byrds linkem Auge sah, brach er den Kampf sofort ab. Klitschko wurde zum Sieger durch technischen K. o. in der siebten Runde und zum Weltmeister der Verbände IBF und IBO ernannt. Der Kampf wurde von über 100 Millionen Zuschauern verfolgt.
Dadurch rückte er auch in der Rangliste des renommierten Ring Magazine auf die erste Position vor. Am 11. November 2006 verteidigte er seinen Titel im New Yorker Madison Square Garden in einer freiwilligen Titelverteidigung gegen den ungeschlagenen Calvin Brock, da der zunächst als Gegner anvisierte Shannon Briggs gegen den WBO-Titelträger Sjarhej Ljachowitsch boxte. Auch den Kampf gegen Brock gewann Klitschko durch TKO in der siebten Runde.
Die erste Pflichtverteidigung seines Titels absolvierte er am 10. März 2007 gegen Ray Austin wiederum in der Mannheimer SAP Arena. Er siegte ungefährdet durch TKO in der zweiten Runde. Der Kampf wurde von über 100 Millionen Zuschauern verfolgt. Anschließend trat Klitschko am 7. Juli 2007 in einen Revanchekampf gegen seinen letzten Bezwinger Lamon Brewster an. Die einseitige Begegnung in der Kölnarena endete vorzeitig nach der sechsten Runde, als Brewsters Trainer Buddy McGirt aufgrund der Chancenlosigkeit seines Schützlings den Kampf abbrechen ließ.

### 2008–2015: Titelvereinigung
Nach seinem Sieg gegen Ray Austin erklärte Wladimir Klitschko, die Titel aller großen Boxverbände erobern zu wollen. Dazu trat der Ukrainer am 23. Februar 2008 in einem ersten Titelvereinigungskampf gegen den russischen WBO-Weltmeister Sultan Ibragimow an. Das Aufeinandertreffen im Madison Square Garden in New York City war die erste Titelvereinigung im Schwergewicht seit 1999, als Lennox Lewis seinen Konkurrenten Evander Holyfield besiegte. Den beiderseits sehr defensiven Kampf gewann Klitschko letztlich deutlich nach Punkten. Höhepunkt waren einige Wirkungstreffer Klitschkos in der neunten Runde, die den Russen ins Ringseil warfen, jedoch nicht zu einem Niederschlag führten. Klitschko hatte den gesamten Kampf in ruhigem, kontrollierten und risikoarmen Stil geboxt, was ihm insbesondere in den USA Kritik einbrachte. Durch die zweite Eroberung des WBO-Gürtels in seiner Karriere musste Klitschko zwei Pflichtverteidigungen in Folge bestreiten: Der US-Amerikaner Tony Thompson erwarb das Recht auf einen Titelkampf des WBO-Verbandes bereits im Juli 2007 durch einen Sieg über Luan Krasniqi und bekam somit zunächst den Vorzug vor dem Russen Alexander Powetkin, der im Januar 2008 zum Pflichtherausforderer für den IBF-Titel wurde. Der Rechtsausleger Thompson hatte Klitschko in der Vorbereitung auf seinen Kampf gegen Corrie Sanders im Jahre 2003 als Sparringpartner gedient. Klitschko trat am 12. Juli 2008 in der Hamburger Color Line Arena gegen Thompson an und siegte durch K. o. in der elften Runde. Dabei fiel es Klitschko lange schwer, gegen den defensiv, häufig hinter geschlossener Doppeldeckung agierenden Thompson klare Treffer zu setzen. Beide Boxer erlitten zum Ende der zweiten Runde nach einem Zusammenstoß der Köpfe Platzwunden an den Augen. In der zweiten Kampfhälfte schien Thompson zunehmend zu ermüden, und so gelang Klitschko schließlich in der elften Runde durch einen Treffer mit der rechten Schlaghand der K.-o.-Erfolg.
In der Zwischenzeit gelang den Klitschko-Brüdern mit dem Gewinn des WBC-Weltmeistertitels durch Vitali Klitschko im Oktober 2008 ein boxhistorisches Novum: Zum ersten Mal in der Geschichte des Profiboxens waren zwei Brüder gleichzeitig Titelträger im Schwergewicht. Wladimir Klitschkos Verteidigung des IBF-Titels gegen den russischen Olympiasieger von 2004, Alexander Powetkin, sollte am 13. Dezember 2008 in der Mannheimer SAP Arena stattfinden. Powetkin verletzte sich jedoch Ende Oktober am linken Sprunggelenk und sagte daraufhin den Kampf ab. Der Kampftermin wurde dennoch beibehalten, und stattdessen der Ex-Weltmeister Hasim Rahman, in der IBF-Weltrangliste auf Rang fünf platziert, als Ersatzgegner verpflichtet. Klitschko gewann den Kampf in Mannheim durch technischen K. o. in der siebten Runde. Seit der britische ehemalige Cruisergewichtsweltmeister David Haye 2008 seinen Aufstieg in das Schwergewicht angekündigt hatte, versuchte er mit zahlreichen Provokationen und despektierlichen Aussagen einen Kampf gegen die Klitschko-Brüder zu forcieren. Unter anderem erschien im Magazin Men’s Health eine Fotomontage, in der Haye den abgetrennten Kopf Wladimir Klitschkos hielt. Nachdem ein zunächst diskutierter Kampf des Briten gegen Vitali Klitschko wegen dessen bevorstehender Pflichtverteidigung gegen Juan Carlos Gómez nicht zustande gekommen war, einigte sich Wladimir Klitschko mit Haye auf ein Aufeinandertreffen in einer freiwilligen Titelverteidigung am 20. Juni 2009 in der Gelsenkirchener Veltins-Arena. Zu den folgenden Pressekonferenzen erschien Haye, um den Kampf zu promoten, in einem T-Shirt, auf das ein Bild gedruckt war, welches ihn mit den abgetrennten Köpfen beider Klitschko-Brüder zeigte. Zweieinhalb Wochen vor dem Kampftermin sagte Haye den Kampf ab. Als Grund gab er eine Rückenverletzung an. Da Klitschko und sein Management den Kampftermin, für den zu diesem Zeitpunkt bereits etwa 57.000 Karten abgesetzt worden waren, beibehalten wollten, sollte kurzfristig ein hochklassiger Ersatzgegner verpflichtet werden. Da der für den 30. Mai 2009 angesetzte Kampf um die World Boxing Association/WBA-Weltmeisterschaft zwischen dem Russen Nikolai Walujew und dem Usbeken Ruslan Chagayev in der Woche zuvor ebenfalls abgesagt worden war, wurde beim Management beider Boxer angefragt. Walujew lehnte wegen der kurzen Vorbereitungszeit ab, der ungeschlagene Chagayev sagte jedoch zu und trat am 20. Juni 2009 in der mit mehr als 61.000 Zuschauern gefüllten Gelsenkirchener Veltins-Arena gegen Klitschko an. Chagayevs WBA-Titel stand in diesem Duell nicht auf dem Spiel, da die WBA wegen der zu diesem Zeitpunkt noch ungeklärten Kontroverse um die Absage des Kampfes gegen Walujew die Zustimmung verweigerte. Weil das Dach des Stadions wegen der Lärmschutzbestimmungen um 22 Uhr geschlossen werden musste, stellte dieser Kampf zudem einen Zuschauerrekord für eine Indoor-Box-Veranstaltung auf. Es war zudem die größte Zuschauerzahl bei einem Boxkampf in Deutschland seit 1939, als Max Schmeling in Stuttgart Adolf Heuser vor 70.000 Zuschauern besiegte. Klitschko dominierte den Kampf und schlug den Usbeken Chagayev in der zweiten Runde erstmals in dessen Profikarriere zu Boden. Nach vielen schweren Wirkungstreffern in den folgenden Runden entschloss sich Chagayevs Trainer Michael Timm nach der neunten Runde zur Aufgabe des Kampfs. Der Kampf gegen Chagayev blieb Klitschkos einziger im Jahr 2009. In den folgenden neun Monaten kämpfte er nicht, dies war die bis dahin längste inaktive Periode seiner Profilaufbahn. Er einigte sich in der Zwischenzeit mit dem IBF-Verband auf eine weitere Fristverlängerung für seine Pflichtverteidigung gegen Powetkin, die ursprünglich bis zum September 2009 hätte stattfinden sollen, und vereinbarte ein Duell mit dem US-Amerikaner Eddie Chambers, der sich mit einem Sieg gegen Alexander Dimitrenko für einen Titelkampf des WBO-Verbandes qualifiziert hatte. Chambers war 2006 Sparringspartner von Klitschko in dessen Vorbereitung auf den Kampf gegen Calvin Brock. Die Begegnung fand am 20. März 2010 in der Düsseldorfer ESPRIT arena statt und wurde von Wladimir Klitschko durch K. o. mittels eines linken Hakens in den letzten Sekunden der zwölften Runde gewonnen.
Auf Anweisung der IBF sollte sich Klitschko daraufhin mit Powetkin auf einen Termin für die seit langem überfällige Pflichtverteidigung einigen. Eine erneute Ausnahme wäre von der IBF nur zugelassen worden, wenn Klitschko eine weitere Titelvereinigung mit einem Titelträger eines anderen großen Weltverbandes hätte vereinbaren können, da Titelvereinigungen grundsätzlich eine höhere Priorität eingeräumt werden. Die Verhandlungen mit dem neuen WBA-Titelträger Haye scheiterten im Juni 2010 jedoch, und auch mit Powetkin war keine Übereinkunft erzielt worden, so dass die IBF den Weltmeisterschaftskampf zwischen Klitschko und Powetkin schließlich zur Versteigerung ausschrieb. Klitschkos K2 Promotions sicherte sich das Veranstaltungsrecht mit einem Gebot von 8,3 Millionen US-Dollar, Powetkins Promoter Sauerland Event hatte 4,3 Millionen US-Dollar geboten. Da Powetkin daraufhin nicht zur ersten offiziellen Pressekonferenz in Frankfurt am Main zur Ankündigung des für den 11. September 2010 in der Commerzbank-Arena geplanten Kampfes erschien und auch den Kampfvertrag wegen, nach Aussage Sauerlands, benachteiligenden Vertragsklauseln nicht fristgerecht unterschrieb, wurde ihm auf Antrag Klitschkos der Pflichtherausfordererstatus im IBF-Verband aberkannt. Klitschko einigte sich stattdessen mit dem in der IBF-Rangliste nach Powetkin auf Rang zwei platzierten Ex-WBC-Weltmeister Samuel Peter auf einen Rückkampf, fünf Jahre nach ihrer ersten Begegnung, die Wladimir Klitschko nach Punkten gewonnen hatte. Diesen Kampf gewann Klitschko durch technischen K. o. in der zehnten Runde. Als nächster Gegner für eine mögliche freiwillige Titelverteidigung am 11. Dezember 2010 in der Mannheimer SAP Arena wurde der mit erst 14 Profikämpfen relativ unerfahrene Dereck Chisora ausgewählt. Dieser Termin kam aufgrund einer Bauchmuskelverletzung Klitschkos nicht zustande. Da dieser allerdings vertraglich zu dem Kampf gegen Chisora verpflichtet war, wurde zunächst ein Nachholtermin am 30. April 2011 vereinbart, obwohl Klitschko zu diesem Zeitpunkt bereits in neuen konkreten Verhandlungen mit WBA-Titelträger David Haye für einen Vereinigungskampf im Juni oder Juli 2011 stand. Das Aufeinandertreffen mit Chisora wurde dann im März 2011 wegen einer noch nicht ausgeheilten Schulterverletzung Klitschkos endgültig abgesagt.

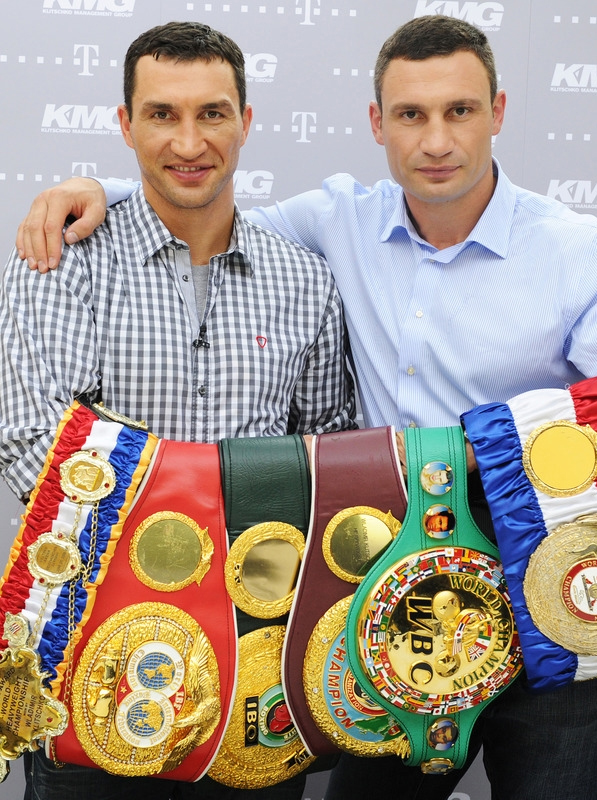
Wladimir und Vitali Klitschko (r.) 2012 mit ihren damaligen Weltmeistergürteln

Nach mehreren erfolglosen Versuchen sowie durch Provokationen Hayes angeheizt, fand am 2. Juli 2011 im Hamburger Volksparkstadion der „Showdown des Jahres“ 2011 zwischen Wladimir Klitschko und dem Briten David Haye statt. Diesen Kampf gewann Klitschko einstimmig nach Punkten, wodurch er nun vier WM-Titel gleichzeitig hielt, wobei die IBO ausgenommen drei davon zu den bedeutenden zählten. Der Kampf bescherte gleichzeitig in Deutschland die höchsten Einschaltquoten mit 16 Millionen Zuschauern beim Free-TV-Sender RTL. Der Haye-Kampf blieb sein einziger Kampf im Jahr 2011. Erst acht Monate später kehrte er für eine freiwillige Titelverteidigung gegen den Franzosen Jean-Marc Mormeck in den Ring zurück. Klitschko besiegte den chancenlosen Mormeck, der Mitte der 2000er Jahre mehrfach Weltmeister im Cruisergewicht gewesen war, am 3. März 2012 in der Düsseldorfer ESPRIT arena durch K. o. in der vierten Runde. Es war sein 50. Knockout-Sieg im 60. Profikampf. Danach wurde eine weitere Pflichtverteidigung des IBF-Titels fällig. Als Herausforderer war der bereits 2008 von Klitschko besiegte Tony Thompson bestimmt worden. Der Kampf fand am 7. Juli 2012 im Berner Stade de Suisse statt und wurde von Klitschko nach Niederschlägen in den Runden fünf und sechs durch technischen K. o. gewonnen. Bei seinem dritten Kampf des Jahres 2012 bestritt Klitschko eine freiwillige Titelverteidigung gegen den zuvor ungeschlagenen Mariusz Wach. Mit dem 2,02 Meter messenden Polen stand ihm erstmals in seiner Profikarriere ein körperlich größerer Gegner im Ring gegenüber. In der Vorbereitung auf den Kampf musste Klitschko zudem auf seinen langjährigen Trainer Emanuel Steward verzichten, der an den Folgen einer Darmerkrankung am 25. Oktober 2012 verstarb. Neuer Trainer wurde der US-amerikanische Schwergewichtsboxer und Trainingspartner Klitschkos Johnathon Banks. Den Kampf gegen Wach am 10. November 2012 in der O2 World Hamburg gewann Klitschko durch einen deutlichen Punktsieg über zwölf Runden. Am 25. Mai 2013 fand im WBA-Hauptquartier in Panama-Stadt die Versteigerung der Austragungsrechte für den dritten Anlauf (nach den gescheiterten Versuchen 2008 und 2010) zur Pflichtverteidigung gegen Alexander Powetkin statt. Dabei gewann ein Gebot des Powetkin-Managers Wladimir Chrjunow in Höhe von 23,3 Millionen US-Dollar gegen die Gebote von Klitschkos K2 Promotions und Powetkins Promoter Sauerland Event mit 7,13 bzw. 6 Millionen US-Dollar. Entsprechend den WBA-Regeln erhält Klitschko als Titelverteidiger 75 % und Powetkin als Herausforderer 25 % der Summe. Zunächst bestritt Klitschko allerdings eine weitere freiwillige Titelverteidigung am 4. Mai 2013 in der Mannheimer SAP Arena und gewann diese gegen den Italiener Francesco Pianeta nach Niederschlägen in der vierten, fünften und sechsten Runde durch technischen K. o., der sechzigste Sieg in seiner Profikarriere.
Der „Showdown des Jahres“ 2013 fand am 5. Oktober 2013 zwischen Wladimir Klitschko und Alexander Powetkin in der Moskauer Olimpijski-Halle statt. Diesen Kampf gewann Klitschko in zwölf Runden einstimmig nach Punkten. Am 26. April 2014 bestritt er in der Oberhausener König-Pilsener-Arena eine Titelverteidigung gegen den Pflichtherausforderer der WBO, Alex Leapai, diesmal siegte er in der 5. Runde durch K. o. Seine nächste Titelverteidigung fand am 15. November 2014 in der O2 World Hamburg gegen den Pflichtherausforderer der IBF, Kubrat Pulew statt, Klitschko gewann sie ebenfalls durch K. o. in der 5. Runde. Das Duell wurde von 300 Millionen Zuschauern weltweit verfolgt. In einer freiwilligen Titelverteidigung traf er am 25. April 2015 im New Yorker Madison Square Garden auf den US-Amerikaner Bryant Jennings, diesmal siegte er wieder einstimmig nach Punkten.

### 2015–2017: Verlorene WM-Kämpfe
Am 28. November 2015 kam es in der Düsseldorfer ESPRIT arena zum Duell gegen den Pflichtherausforderer der WBA, Tyson Fury. Wladimir Klitschko hatte von Beginn an Schwierigkeiten mit dem groß gewachsenen Briten und verlor schließlich einstimmig nach Punkten. Mit dieser für viele überraschenden Niederlage verlor Klitschko nach über neun Jahren alle seine vier Weltmeistertitel.
Ein Rückkampf gegen Tyson Fury wurde noch im Boxring am Abend der Niederlage in Aussicht gestellt. Da die IBF Fury nach Verkündung des Rückkampfes den Titel entzog und dieser folglich vakant wurde, bedeutete dies, dass im geplanten Rückkampf am 29. Oktober 2016 in Manchester nicht um alle Titel geboxt werden würde. Nachdem mehrere Wochen über den Kampf diskutiert worden war, sollte schließlich am 9. Juli 2016 in der Manchester Arena die Revanche zwischen Fury und Klitschko stattfinden. Zwei Wochen vor dem Kampf sagte Fury den Kampf vorerst ab; als Grund gab er eine Knöchelverletzung am Fuß an. Am 7. September 2016 wurde bekannt, dass der Kampf nun offiziell am 29. Oktober 2016 in der Manchester Arena stattfinden sollte. Wenig später, am 24. September 2016, erfolgte auch für diesen Termin die Absage durch Furys Management. Er sei aus medizinischen Gründen nicht kampfbereit, habe sich im Training erneut verletzt.
Nach 17 Monaten Pause kam es am 29. April 2017 vor 90.000 Zuschauern im Londoner Wembley-Stadion zum Kampf gegen den IBF-Weltmeister Anthony Joshua, den Klitschko in der 11. Runde mit einem technischen K. o. verlor. In der fünften bzw. sechsten Runde gingen beide Boxer nach Niederschlägen einmal zu Boden und mussten angezählt werden. In der elften Runde traf Joshua Klitschko so hart, dass dieser erneut zweimal zu Boden ging, bevor der Ringrichter den Kampf abbrach. Zu diesem Zeitpunkt lag Joshua bei zwei der drei Kampfrichter auch nach Punkten vorne. Nach dem Kampf wurde Klitschko nach seiner Zukunft im Boxsport befragt, er räumte sich einige Wochen Zeit für die Entscheidung ein. Am 3. August 2017 gab Wladimir Klitschkos Management das sofortige Ende von dessen Karriere als Boxer bekannt.

## Boxstil
Wladimir Klitschko galt als einer der besten Techniker im Schwergewicht. Als Linksausleger boxte er orthodox. Sein Stil war in erster Linie durch einen starken Jab geprägt, den er als Dublette oder einzeln herausschlug. Durch schnelle Beinarbeit versuchte er, die Distanz zum Gegner zu wahren, um seine Reichweite ausspielen zu können. Gelang dies nicht, unterband er Angriffe des Kontrahenten durch Umklammern und Herunterdrücken. Dadurch vermied es Klitschko, mit kleineren Gegnern in den Infight zu geraten, was für einen Boxer mit seiner Armlänge nachteilig gewesen wäre. Aufgrund der Körpergröße von 1,98 m war Klitschko in den meisten Fällen nicht auf schnelle Pendelbewegungen mit dem Oberkörper angewiesen. Diese sind für Boxer wichtig, die unter dem Größendurchschnitt der jeweiligen Gewichtsklasse einzustufen sind, da sie auf diese Weise Schläge meiden und Reichweitennachteile ausgleichen können. Klitschkos Wettkampfstrategie war in erster Linie darauf ausgelegt, zu zermürben und einen vorzeitigen Sieg erst dann anzustreben, wenn der jeweilige Gegner konditionell überfordert oder durch zahlreiche Führhandtreffer beeinträchtigt war.
In seiner Profikarriere erzielte Klitschko die meisten K.-o.-Siege nach Treffern mit seinem rechten Cross, der zu den härtesten Schlägen im Schwergewicht zählte. Unter der Aufsicht seines langjährigen Trainers Emanuel Steward war Klitschko darauf bedacht, seine Körpergröße optimal zu nutzen, was zur Folge hatte, dass viele Schläge als Gerade und nicht als Haken geschlagen wurden. Im Verhältnis zu anderen Schwergewichtlern schlug er wenig über die Außenbahn. Klitschko war dafür bekannt, am Kampfabend in guter konditioneller Verfassung zu sein. Ferner wurde ihm ein gutes Antizipationsvermögen nachgesagt.

## Liste der Profikämpfe
| 64 Siege (53 K.-o.-Siege), 5 Niederlagen, 0 Unentschieden |               |                                                       | |                                          |
| Jahr                                                      | Tag           | Ort                                                   | Gegner                                                                                                 | Ergebnis für Klitschko                   |
| 1996                                                      | 16. November  | Sporthalle Wandsbek, Hamburg, Deutschland             | Fabian Meza                                                                                            | Sieg / KO 1. Runde                       |
| 1996                                                      | 30. November  | Arena Nova, Wiener Neustadt, Österreich               | Exum Speight                                                                                           | Sieg / TKO 2. Runde                      |
| 1996                                                      | 21. Dezember  | Zoo-Gesellschaftshaus, Frankfurt am Main, Deutschland | Bill Corrigan                                                                                          | Sieg / TKO 1. Runde                      |
| 1997                                                      | 25. Januar    | Maritim Hotelgesellschaft, Stuttgart, Deutschland     | Troy Weida                                                                                             | Sieg / TKO 3. Runde                      |
| 1997                                                      | 15. Februar   | Stadthalle Cottbus, Cottbus, Deutschland              | Carlos Monroe                                                                                          | Sieg / Disqualifikation 6. Runde         |
| 1997                                                      | 12. April     | Eurogress Aachen, Aachen, Deutschland                 | Mark Young                                                                                             | Sieg / Aufgabe 3. Runde                  |
| 1997                                                      | 10. Mai       | Fraport Arena, Frankfurt am Main, Deutschland         | Mark Wills                                                                                             | Sieg / KO 1. Runde                       |
| 1997                                                      | 13. Juni      | Arena Oberhausen, Oberhausen, Deutschland             | Paul Ashley                                                                                            | Sieg / KO 2. Runde                       |
| 1997                                                      | 27. Juni      | Oberrheinhalle, Offenburg, Deutschland                | Salvador Maciel                                                                                        | Sieg / KO 1. Runde                       |
| 1997                                                      | 12. Juli      | Berlethalle, Hagen, Deutschland                       | Gilberto Williamson                                                                                    | Sieg / TKO 3. Runde                      |
| 1997                                                      | 23. August    | Maritim Hotelgesellschaft, Stuttgart, Deutschland     | Biko Botowamungu                                                                                       | Sieg / TKO 5. Runde                      |
| 1997                                                      | 20. September | Eissporthalle, Aachen, Deutschland                    | James Pritchard                                                                                        | Sieg / TKO 3. Runde                      |
| 1997                                                      | 11. Oktober   | Stadthalle Cottbus, Cottbus, Deutschland              | Marcos González                                                                                        | Sieg / KO 2. Runde                       |
| 1997                                                      | 6. Dezember   | Stadthalle Offenbach, Offenbach am Main, Deutschland  | Jerry Halstead                                                                                         | Sieg / TKO 2. Runde                      |
| 1997                                                      | 13. Dezember  | Sporthalle Hamburg, Hamburg, Deutschland              | Ladislav Husarik                                                                                       | Sieg / TKO 3. Runde                      |
| 1997                                                      | 20. Dezember  | Oberrheinhalle, Offenburg, Deutschland                | Derrick Lampkins                                                                                       | Sieg / TKO 1. Runde                      |
| 1998                                                      | 14. Februar   | Maritim Hotelgesellschaft, Stuttgart, Deutschland     | Marcus McIntyre WBC-International Schwergewicht-Meisterschaft                                          | Sieg / KO 3. Runde                       |
| 1998                                                      | 14. März      | Sporthalle Wandsbek, Hamburg-Wandsbek, Deutschland    | Everett Martin                                                                                         | Punktsieg (einstimmig) / 8 Runden        |
| 1998                                                      | 23. Mai       | Oberrheinhalle, Offenburg, Deutschland                | Cody Koch WBC-International Schwergewicht-Titelverteidigung                                            | Sieg / KO 4. Runde                       |
| 1998                                                      | 10. Juli      | Circus Krone, München, Deutschland                    | Najee Shaheed WBC-International Schwergewicht-Titelverteidigung                                        | Sieg / KO 1. Runde                       |
| 1998                                                      | 6. August     | Grand Casino Avoyelles, Marksville (Louisiana), USA   | Carlos Monroe                                                                                          | Sieg / TKO 6. Runde                      |
| 1998                                                      | 19. September | Arena Oberhausen, Oberhausen, Deutschland             | Steve Pannell                                                                                          | Sieg / KO 2. Runde                       |
| 1998                                                      | 3. Oktober    | Prinzgarten, Augsburg, Deutschland                    | Eli Dixon                                                                                              | Sieg / KO 3. Runde                       |
| 1998                                                      | 14. November  | Circus Krone, München, Deutschland                    | Donnell Wingfield                                                                                      | Sieg / KO 1. Runde                       |
| 1998                                                      | 5. Dezember   | Sportpalast Kiew, Kiew, Ukraine                       | Ross Puritty WBC-International Schwergewicht-Titelverteidigung                                         | Niederlage / TKO 11. Runde               |
| 1999                                                      | 13. Februar   | Maritim Hotelgesellschaft, Stuttgart, Deutschland     | Zoran Vujecic                                                                                          | Sieg / KO 1. Runde                       |
| 1999                                                      | 23. April     | Circus Krone, München, Deutschland                    | Everett Martin                                                                                         | Sieg / TKO 8. Runde                      |
| 1999                                                      | 22. Mai       | Sportpalast, Budapest, Ungarn                         | Tony LaRosa                                                                                            | Sieg / TKO 1. Runde                      |
| 1999                                                      | 17. Juli      | Philipshalle, Düsseldorf, Deutschland                 | Joseph Chingangu WBA-Intercontinental Schwergewicht-Meisterschaft                                      | Sieg / TKO 5. Runde                      |
| 1999                                                      | 25. September | Kölnarena, Köln, Deutschland                          | Axel Schulz EBU-Schwergewicht-Europameisterschaft WBA-Intercontinental Schwergewicht-Titelverteidigung | Sieg / TKO 8. Runde                      |
| 1999                                                      | 12. November  | Orleans Hotel and Casino, Las Vegas, USA              | Phil Jackson                                                                                           | Sieg / KO 2. Runde                       |
| 1999                                                      | 4. Dezember   | AWD Hall, Hannover, Deutschland                       | Lajos Erős EBU-Schwergewicht-Titelverteidigung WBA-Intercontinental Schwergewicht-Titelverteidigung    | Sieg / KO 2. Runde                       |
| 2000                                                      | 18. März      | Sporthalle Hamburg, Hamburg, Deutschland              | Paea Wolfgramm WBC-International Schwergewicht-Meisterschaft                                           | Sieg / KO 1. Runde                       |
| 2000                                                      | 29. April     | Madison Square Garden, New York City, USA             | David Bostice WBA-Intercontinental Schwergewicht-Titelverteidigung                                     | Sieg / TKO 2. Runde                      |
| 2000                                                      | 15. Juli      | London Arena, London, Großbritannien                  | Monte Barrett                                                                                          | Sieg / TKO 7. Runde                      |
| 2000                                                      | 14. Oktober   | Lanxess Arena, Köln, Deutschland                      | Chris Byrd WBO-Schwergewicht-Weltmeisterschaft                                                         | Punktsieg (einstimmig) / 12 Runden       |
| 2001                                                      | 24. März      | Rudi-Sedlmayer-Halle, München, Deutschland            | Derrick Jefferson WBO-Schwergewicht-Titelverteidigung                                                  | Sieg / TKO 2. Runde                      |
| 2001                                                      | 4. August     | Mandalay Bay Resort and Casino, Las Vegas, USA        | Charles Shufford WBO-Schwergewicht-Titelverteidigung                                                   | Sieg / TKO 6. Runde                      |
| 2002                                                      | 16. März      | Hanns-Martin-Schleyer-Halle, Stuttgart, Deutschland   | Francois Botha WBO-Schwergewicht-Titelverteidigung                                                     | Sieg / TKO 8. Runde                      |
| 2002                                                      | 29. Juni      | Trump Taj Mahal, Atlantic City (New Jersey), USA      | Ray Mercer WBO-Schwergewicht-Titelverteidigung                                                         | Sieg / TKO 6. Runde                      |
| 2002                                                      | 7. Dezember   | Mandalay Bay Resort and Casino, Las Vegas, USA        | Jameel McCline WBO-Schwergewicht-Titelverteidigung                                                     | Sieg / TKO 10. Runde                     |
| 2003                                                      | 8. März       | Preussag Arena, Hannover, Deutschland                 | Corrie Sanders WBO-Schwergewicht-Titelverteidigung                                                     | Niederlage / TKO 2. Runde                |
| 2003                                                      | 30. August    | Olympiahalle München, München, Deutschland            | Fabio Moli WBA-Intercontinental Schwergewicht-Meisterschaft                                            | Sieg / KO 1. Runde                       |
| 2003                                                      | 20. Dezember  | Ostseehalle, Kiel, Deutschland                        | Danell Nicholson WBA-Intercontinental Schwergewicht-Titelverteidigung                                  | Sieg / TKO 4. Runde                      |
| 2004                                                      | 10. April     | Mandalay Bay Resort and Casino, Las Vegas, USA        | Lamon Brewster vakante WBO-Schwergewicht-Weltmeisterschaft                                             | Niederlage / TKO 5. Runde                |
| 2004                                                      | 2. Oktober    | Caesars Palace, Las Vegas, USA                        | DaVarryl Williamson                                                                                    | Sieg / TD 5. Runde                       |
| 2005                                                      | 23. April     | Westfalenhallen, Dortmund, Deutschland                | Eliseo Castillo                                                                                        | Sieg / TKO 4. Runde                      |
| 2005                                                      | 24. September | Boardwalk Hall, Atlantic City (New Jersey), USA       | Samuel Peter NABF-Schwergewicht-Meisterschaft WBO-NABO-Schwergewicht-Meisterschaft                     | Punktsieg (einstimmig) / 12 Runden       |
| 2006                                                      | 22. April     | SAP Arena, Mannheim, Deutschland                      | Chris Byrd IBF-Schwergewicht-Weltmeisterschaft vakante IBO-Schwergewicht-Weltmeisterschaft             | Sieg / TKO 7. Runde                      |
| 2006                                                      | 11. November  | Madison Square Garden, New York City, USA             | Calvin Brock IBF/IBO-Schwergewicht-Titelverteidigung                                                   | Sieg / TKO 7. Runde                      |
| 2007                                                      | 10. März      | SAP Arena, Mannheim, Deutschland                      | Ray Austin IBF/IBO-Schwergewicht-Titelverteidigung                                                     | Sieg / TKO 2. Runde                      |
| 2007                                                      | 7. Juli       | Lanxess Arena, Köln, Deutschland                      | Lamon Brewster IBF/IBO-Schwergewicht-Titelverteidigung                                                 | Sieg / Aufgabe 6. Runde                  |
| 2008                                                      | 23. Februar   | Madison Square Garden, New York City, USA             | Sultan Ibragimow IBF/IBO/WBO-Schwergewicht-Titelvereinigung                                            | Punktsieg (einstimmig) / 12 Runden       |
| 2008                                                      | 12. Juli      | Color Line Arena, Hamburg, Deutschland                | Tony Thompson IBF/IBO/WBO-Schwergewicht-Titelverteidigung                                              | Sieg / KO 11. Runde                      |
| 2008                                                      | 13. Dezember  | SAP Arena, Mannheim, Deutschland                      | Hasim Rahman IBF/IBO/WBO-Schwergewicht-Titelverteidigung                                               | Sieg / TKO 7. Runde                      |
| 2009                                                      | 20. Juni      | Veltins-Arena, Gelsenkirchen, Deutschland             | Ruslan Chagayev IBF/IBO/WBO-Schwergewicht-Titelverteidigung                                            | Sieg / Aufgabe 9. Runde                  |
| 2010                                                      | 20. März      | ESPRIT arena, Düsseldorf, Deutschland                 | Eddie Chambers IBF/IBO/WBO-Schwergewicht-Titelverteidigung                                             | Sieg / KO 12. Runde                      |
| 2010                                                      | 11. September | Commerzbank-Arena, Frankfurt am Main, Deutschland     | Samuel Peter IBF/IBO/WBO-Schwergewicht-Titelverteidigung                                               | Sieg / TKO 10. Runde                     |
| 2011                                                      | 2. Juli       | Volksparkstadion, Hamburg, Deutschland                | David Haye IBF/IBO/WBA/WBO-Schwergewicht-Titelvereinigung                                              | Punktsieg (einstimmig) / 12 Runden       |
| 2012                                                      | 3. März       | ESPRIT arena, Düsseldorf, Deutschland                 | Jean-Marc Mormeck IBF/IBO/WBA/WBO-Schwergewicht-Titelverteidigung                                      | Sieg / KO 4. Runde                       |
| 2012                                                      | 7. Juli       | Stade de Suisse, Bern, Schweiz                        | Tony Thompson IBF/IBO/WBA/WBO-Schwergewicht-Titelverteidigung                                          | Sieg / TKO 6. Runde                      |
| 2012                                                      | 10. November  | O2 World Hamburg, Hamburg, Deutschland                | Mariusz Wach IBF/IBO/WBA/WBO-Schwergewicht-Titelverteidigung                                           | Punktsieg (einstimmig) / 12 Runden       |
| 2013                                                      | 4. Mai        | SAP Arena, Mannheim, Deutschland                      | Francesco Pianeta IBF/IBO/WBA/WBO-Schwergewicht-Titelverteidigung                                      | Sieg / TKO 6. Runde                      |
| 2013                                                      | 5. Oktober    | Olimpijski-Halle, Moskau, Russland                    | Alexander Powetkin IBF/IBO/WBA/WBO-Schwergewicht-Titelverteidigung                                     | Punktsieg (einstimmig) / 12 Runden       |
| 2014                                                      | 26. April     | König-Pilsener-Arena, Oberhausen, Deutschland         | Alex Leapai IBF/IBO/WBA/WBO-Schwergewicht-Titelverteidigung                                            | Sieg / TKO 5. Runde                      |
| 2014                                                      | 15. November  | O2 World Hamburg, Hamburg, Deutschland                | Kubrat Pulew IBF/IBO/WBA/WBO-Schwergewicht-Titelverteidigung                                           | Sieg / KO 5. Runde                       |
| 2015                                                      | 25. April     | Madison Square Garden, New York City, USA             | Bryant Jennings IBF/IBO/WBA/WBO-Schwergewicht-Titelverteidigung                                        | Punktsieg (einstimmig) / 12 Runden       |
| 2015                                                      | 28. November  | ESPRIT arena, Düsseldorf, Deutschland                 | Tyson Fury IBF/IBO/WBA/WBO-Schwergewicht-Titelverteidigung                                             | Punktniederlage (einstimmig) / 12 Runden |
| 2017                                                      | 29. April     | Wembley-Stadion, London, Großbritannien               | Anthony Joshua IBF-Schwergewicht-Weltmeisterschaft vakante IBO/WBA-Schwergewicht-Weltmeisterschaft     | Niederlage / TKO 11. Runde               |
| Quelle: Wladimir Klitschko in der BoxRec-Datenbank        |               |                                                       | |                                          |

## Daten und Erfolge
| Trainer:         | Fritz Sdunek (1996–2004), Emanuel Steward (2004–2012), Johnathon Banks (2012–2017) |
| Manager:         | Bernd Bönte                                                                        |
| Berater:         | Shelly Finkel                                                                      |
| Alias:           | Dr. Steelhammer (Dr. Eisenhammer)                                                  |
| Gewicht (Ø):     | 111,5 kg (November 2015)                                                           |
| Größe:           | 1,98 Meter                                                                         |
| Brustkorbumfang: | 1,20 Meter                                                                         |
| Oberarm:         | 48 cm                                                                              |
| Unterarm:        | 43 cm                                                                              |
| Faust:           | 31 cm                                                                              |

Erfolge als Amateur
- 134 Siege (davon 65 K. o.) – 6 Niederlagen
- 1993: Junioren-Europameister im Schwergewicht (Thessaloniki, Griechenland)
- 1994: Vizeweltmeister der Junioren im Schwergewicht (Istanbul, Türkei)
- 1995: Militär-Weltmeister im Schwergewicht (Ariccia, Italien)
- 1996: Vize-Europameister im Superschwergewicht (Vejle, Dänemark)
- 1996: Olympiasieger im Superschwergewicht (Atlanta, USA)

Erfolge als Profi
- 64 Siege (davon 54 K. o.) – 5 Niederlagen
- 14. Oktober 2000: WBO-Weltmeister im Schwergewicht (5 Titelverteidigungen)
- 22. April 2006: IBF-Weltmeister im Schwergewicht (19 Titelverteidigungen)
- 22. April 2006: IBO-Weltmeister im Schwergewicht (19 Titelverteidigungen)
- 23. Februar 2008: WBO-Weltmeister (Status: Superchampion) im Schwergewicht (15 Titelverteidigungen)
- 2. Juli 2011: WBA-Weltmeister (Status: Superchampion) im Schwergewicht (9 Titelverteidigungen)

Regionale Titel
- 14. Februar 1998: WBC Internationaler Meister im Schwergewicht (2 Titelverteidigungen)
- 17. Juli 1999: WBA Interkontinentaler Meister im Schwergewicht (3 Titelverteidigungen)
- 25. September 1999: EBU-Europameister im Schwergewicht (1 Titelverteidigung)
- 18. März 2000: WBC Internationaler Meister im Schwergewicht
- 29. April 2000: WBA Interkontinentaler Meister im Schwergewicht
- 30. August 2003: WBA Interkontinentaler Meister im Schwergewicht (1 Titelverteidigung)
- 24. September 2005: Nordamerikanischer Meister im Schwergewicht der NABF und WBO

## Sonstiges
- Als Einlaufmusik wählte Wladimir Klitschko das Lied Can’t Stop von den Red Hot Chili Peppers. Seit November 2006 wurden die Kämpfe von Wladimir Klitschko exklusiv beim TV-Sender RTL übertragen.
- In der deutschen Synchronisation des Disney-Films Die Kühe sind los liehen er und sein Bruder Vitali 2004 den Rindern Boris und Noris ihre Stimmen. Im Spielfilm Ocean’s Eleven (2001) hatte Klitschko einen Kurzauftritt als Gegner von Lennox Lewis. In den deutschen Produktionen Keinohrhasen (2007) und Zweiohrküken (2009) spielte Wladimir Klitschko sich selbst. Im Jahr 2009 veröffentlichten Musikvideo zum Lied Part of Me des US-amerikanischen Musikers Chris Cornell trat Wladimir Klitschko als tanzender Cowboy auf.
- Die Klitschko-Brüder betreiben seit Oktober 2007 eine eigene Vermarktungsagentur Klitschko Management Group GmbH (KMG) mit Sitz in Hamburg-Ottensen. Geschäftsführer und Teilhaber der Agentur ist der langjährige Klitschko-Manager Bernd Bönte.[33]
- 2012 versteigerte Klitschko seine 1996 gewonnene Goldmedaille. Ein unbekannter Bieter zahlte eine Million US-Dollar dafür. Das Geld floss in die Stiftung der Klitschko-Brüder. Die Medaille blieb auf Wunsch des Bieters jedoch im Besitz der Familie Klitschko.[34]
- Ihm und seinem Bruder Vitali zu Ehren wurde der am 14. September 2007 vom Astronomischen Observatorium Andruschiwka entdeckte Asteroid (212723) Klitschko benannt.[35]
- 2019 wurde bekannt, dass Klitschko als Unternehmer in das Tee-Geschäft einsteigt.[36]
- Im Jahr 2021 war er Teilnehmer des Amazon-Prime-Formats Celebrity Hunted.[37]
- Ein Hobby von Klitschko ist die Zauberkunst, mit der er unter anderem bei Wetten, dass..?, TV total und Stars in der Manege auftrat.

## Vermögen
Laut Bloomberg News besitzen die Brüder insgesamt ein Vermögen von rund 100 Mio. Euro, das sich aus einem Portfolio aus Technologie, Rohstoffen und privatem Beteiligungskapital zusammensetzt. Rund 35 % des gesamten Vermögens dürfte in der Ukraine und größtenteils in Immobilien investiert sein.

## Dokumentarfilme
Wladimir Klitschko und sein Bruder Vitali waren Protagonisten des Kinofilms Klitschko, der am 16. Juni 2011 im Majestic Filmverleih in die deutschen Kinos kam. Regisseur Sebastian Dehnhardt begleitete in seinem Kinodebüt die Klitschkos über einen Zeitraum von zwei Jahren in Deutschland, der Ukraine, den USA, Kasachstan, Kanada, Österreich und der Schweiz. Seine Weltpremiere feierte der Film auf dem Tribeca Film Festival.
Der im Jahr 2024 veröffentlichte Dokumentarfilm Klitschko – Der härteste Kampf des Regisseurs Kevin Macdonald begleitet die Brüder bei ihrem Kampf gegen den russischen Angriff auf die Ukraine und greift auch auf Material aus vorgenanntem Film zurück, in denen es um Werdegang und sportliche Erfolge geht.

## Auszeichnungen
- Bambi in der Kategorie „Sport“ 2005, 2009, 2017
- GQ Männer des Jahres 2006 in der Kategorie „Sport“
- Felix Burda Award 2008 in der Kategorie „Stars for Prevention“
- Steiger Award 2011 in der Kategorie „Sport“
- DVD Champion 2011 – „World Award“ für den Film Klitschko, gemeinsam mit seinem Bruder Vitali
- Deutscher Fernsehpreis 2011 in der Kategorie „Beste Sportsendung“ für RTL Boxen: Klitschko vs. Haye
- Lifetime Achievement Award 2013 „for being as one of the most dominate boxers of our time and recognized for his expertise in the ring“[39]
- Bambini-Generation-Award 2013 in der Kategorie „International“ der EJAG-Stiftung, gemeinsam mit seinem Bruder Vitali[40]
- Ukrainischer Orden der Freiheit 2017[41]
- Ehrenpreis bei der Hamburger Sportgala 2019[42]
- Aufnahme in die International Boxing Hall of Fame 2021[43]
- Lew-Kopelew-Preis 2023[44]

## Veröffentlichungen
- mit Stefanie Bilen: Challenge Management: Was Sie als Manager vom Spitzensportler lernen können. Campus Verlag, 2017, ISBN 978-3-593-50746-0.
- mit Tatjana Kiel: F.A.C.E. the Challenge – Entdecke die Willenskraft in dir! Ariston, 2020, ISBN 978-3-424-20240-3.
- mit Tatjana Kiel: Wil, der Wolkenstürmer, und der Traum vom Fliegen – Eine Geschichte über Willenskraft. Verlag Friedrich Oetinger, 2022, ISBN 978-3-96846-094-9.
- mit Tatjana Kiel: Gestohlene Leben – Die verschleppten Kinder der Ukraine. 20 bewegende Schicksale. Heyne, 2023, ISBN 978-3-453-21868-0.